# Dysmachus dentiger
Dysmachus dentiger là một loài ruồi trong họ Asilidae. Dysmachus dentiger được Richter miêu tả năm 1962. Loài này phân bố ở vùng Cổ Bắc giới.